# Élections législatives de 2024 en Saône-et-Loire
Les élections législatives françaises de 2024 en Saône-et-Loire se déroulent les 30 juin et 7 juillet 2024. Dans le département, cinq députés sont à élire dans le cadre de cinq circonscriptions, à la suite de la dissolution de l'Assemblée nationale par Emmanuel Macron.
Le choix de cette dissolution est pris après la défaite de la liste Renaissance aux élections européennes qui ont eu lieu le 9 juin 2024.

## Contexte
| Circonscription | RN      | ENS     | PS - PP | LFI    | LR     |
| --------------- | ------- | ------- | ------- | ------ | ------ |
| Circonscription |         |         |         |        |        |
| 1re             | 31,12 % | 16,47 % | 14,65 % | 7,13 % | 7,53 % |
| 2e              | 38,16 % | 15,02 % | 11,37 % | 4,33 % | 9,26 % |
| 3e              | 39,53 % | 14,38 % | 12,4 %  | 5,33 % | 6,87 % |
| 4e              | 42,51 % | 12,34 % | 11,18 % | 5,39 % | 6,85 % |
| 5e              | 37,07 % | 14,16 % | 13,69 % | 7,87 % | 6,78 % |

## Système électoral
Les élections législatives ont lieu au scrutin uninominal majoritaire à deux tours dans des circonscriptions uninominales.
Est élu au premier tour le candidat qui réunit la majorité absolue des suffrages exprimés et un nombre de voix au moins égal au quart des électeurs inscrits dans la circonscription, soit 25 %. Si aucun des candidats ne satisfait ces conditions, un second tour est organisé entre les candidats ayant réuni un nombre de voix au moins égal à un huitième des inscrits, soit 12,5 %. Les deux candidats arrivés en tête du 1er tour se maintiennent néanmoins par défaut si un seul ou aucun d'entre eux n'a atteint ce seuil. Au second tour, le candidat arrivé en tête est déclaré élu,.
Le seuil de qualification basé sur un pourcentage du total des inscrits et non des suffrages exprimés rend plus difficile l'accès au second tour lorsque l'abstention est élevée. Le système permet en revanche l'accès au second tour de plus de deux candidats si plusieurs d'entre eux franchissent le seuil de 12,5 % des inscrits. Les candidats en lice au second tour peuvent ainsi être trois, un cas de figure appelé « triangulaire ». Les second tours où s'affrontent quatre candidats, appelés « quadrangulaire » sont également possibles, mais beaucoup plus rares,.

### Partis et nuances
Les résultats des élections sont publiés en France par le ministère de l'Intérieur, qui classe les partis en leur attribuant des nuances politiques. Ces dernières sont décidées par les préfets, qui les attribuent indifféremment de l'étiquette politique déclarée par les candidats, qui peut être celle d'un parti ou une candidature sans étiquette.
Seuls le Parti communiste français (COM), La France insoumise (FI), le Parti socialiste (SOC), le Parti radical de gauche (RDG), Les Écologistes (VEC), Renaissance (RE), le Mouvement démocrate (MDM), Horizons (HOR), l'Union des démocrates et indépendants (UDI), Les Républicains (LR), le Rassemblement national (RN) et Reconquête (REC) se voient attribuer en 2024 des nuances propres. Les coalitions Ensemble et Nouveau front populaire, ainsi que les candidats de l'alliance LR-Ciotti-RN, en bénéficient également indirectement, les nuances Ensemble ! (Majorité présidentielle) (ENS), Union de la gauche (UG) et Union de l'extrême-droite (UXD) étant attribuables aux candidats bénéficiant respectivement du soutien de deux partis du centre, de deux partis de gauche ou de deux partis d'extrême-droite,.
Tous les autres partis se voient attribuer l'une ou l'autre des nuances suivantes : EXG (extrême gauche), DVG (divers gauche), ECO (écologiste), REG (régionaliste), DVC (divers centre), DVD (divers droite), DSV (droite souverainiste) et EXD (extrême droite). Des partis comme Debout la France ou Lutte ouvrière ne disposent ainsi pas de nuances propres, et leurs résultats nationaux ne sont pas publiés séparément par le ministère, car mélangés avec d'autres partis (respectivement dans les nuances DSV et EXG).

## Résultats

### Élus
| Circonscription | Député sortant    | Parti | Parti    | Groupe | Député élu ou réélu | Parti | Parti | Groupe |
| --------------- | ----------------- | ----- | -------- | ------ | ------------------- | ----- | ----- | ------ |
| 1re             | Benjamin Dirx     |       | RE       | RE     | Benjamin Dirx       |       | RE    | EPR    |
| 2e              | Josiane Corneloup |       | LR       | LR     | Josiane Corneloup   |       | LR    | DR     |
| 3e              | Rémy Rebeyrotte   |       | RE - TdP | RE     | Aurélien Dutremble  |       | RN    | RN     |
| 4e              | Cécile Untermaier |       | PS       | SOC    | Éric Michoux        |       | RÀD   | AD!    |
| 5e              | Louis Margueritte |       | RE       | RE     | Arnaud Sanvert      |       | RN    | RN     |

### Résultats à l'échelle du département

#### Résultats par coalition
| Parti                                       | Parti                                       | Parti                       | Premier tour | Premier tour | Premier tour | Second tour | Second tour   | Second tour | Total Sièges  | +/-           |
| Parti                                       | Parti                                       | Parti                       | Voix         | %            | Sièges       | Voix        | %             | Sièges      | Total Sièges  | +/-           |
| ------------------------------------------- | ------------------------------------------- | --------------------------- | ------------ | ------------ | ------------ | ----------- | ------------- | ----------- | ------------- | ------------- |
|                                             |                                             | Rassemblement national (RN) | 60 539       | 22,57        | 0            | 68 816      | 26,12         | 2           | 2             | 2             |
|                                             | Républicains à droite (RÀD)                 | 24 275                      | 9,05         | 0            | 29 272       | 11,11       | 1             | 1           | Nv            |               |
|                                             | L'Avenir français (LAF)                     | 19 738                      | 7,36         | 0            | 21 360       | 8,11        | 0             | 0           | en stagnation |               |
| Total Rassemblement national et alliés (RN) | Total Rassemblement national et alliés (RN) | 104 552                     | 38,97        | 0            | 119 448      | 45,33       | 3             | 3           | 3             |               |
|                                             |                                             | La France insoumise (LFI)   | 23 505       | 8,76         | 0            | 17 591      | 6,68          | 0           | 0             | en stagnation |
|                                             | Parti socialiste (PS)                       | 16 403                      | 6,11         | 0            | 24 283       | 9,22        | 0             | 0           | 1             |               |
|                                             | Les Écologistes (LÉ)                        | 14 017                      | 5,22         | 0            | Retrait      | Retrait     | Retrait       | 0           | en stagnation |               |
|                                             | Parti communiste français (PCF)             | 9 124                       | 3,40         | 0            |              |             |               | 0           | en stagnation |               |
| Total Nouveau Front populaire (NFP)         | Total Nouveau Front populaire (NFP)         | 63 049                      | 23,50        | 0            | 41 874       | 15,89       | 0             | 0           | 1             |               |
|                                             |                                             | Les Républicains (LR)       | 42 847       | 15,97        | 0            | 45 570      | 17,29         | 1           | 1             | en stagnation |
|                                             | Du courage (DC)                             | 5 384                       | 2,01         | 0            |              |             |               | 0           | Nv            |               |
| Total Union de la droite et du centre (UDC) | Total Union de la droite et du centre (UDC) | 48 231                      | 17,98        | 0            | 45 570       | 17,29       | 1             | 1           | en stagnation |               |
|                                             |                                             | Renaissance (RE)            | 40 851       | 15,23        | 0            | 56 603      | 21,48         | 1           | 1             | 2             |
|                                             | Horizons (HOR)                              | 5 094                       | 1,90         | 0            |              |             |               | 0           | en stagnation |               |
| Total Ensemble pour la République (ENS)     | Total Ensemble pour la République (ENS)     | 45 945                      | 17,13        | 0            | 56 603       | 21,48       | 1             | 1           | 2             |               |
|                                             | Lutte ouvrière (LO)                         | Lutte ouvrière (LO)         | 3 839        | 1,43         | 0            |             |               |             | 0             | en stagnation |
|                                             | Debout la France (DLF)                      | Debout la France (DLF)      | 2 347        | 0,87         | 0            | 0           | en stagnation |             |               |               |
|                                             | Sans étiquette (SE)                         | Sans étiquette (SE)         | 318          | 0,12         | 0            | 0           | Nv            |             |               |               |
|                                             |                                             |                             |              |              |              |             |               |             |               |               |
| Suffrages exprimés                          | Suffrages exprimés                          | Suffrages exprimés          | 268 281      | 97,04        |              | 263 495     | 94,52         |             |               |               |
| Votes blancs                                | Votes blancs                                | Votes blancs                | 5 305        | 1,92         | 11 172       | 4,01        |               |             |               |               |
| Votes nuls                                  | Votes nuls                                  | Votes nuls                  | 2 866        | 1,04         | 4 096        | 1,47        |               |             |               |               |
| Total                                       | Total                                       | Total                       | 276 452      | 100          | 0            | 278 763     | 100           | 5           | 5             | en stagnation |
| Abstention                                  | Abstention                                  | Abstention                  | 124 898      | 31,12        |              | 122 629     | 30,55         |             |               |               |
| Inscrits/Participation                      | Inscrits/Participation                      | Inscrits/Participation      | 401 350      | 68,97        | 401 392      | 69,45       |               |             |               |               |

#### Résultats par nuance
| Nuance                 | Nuance                      | Nuance                 | Premier tour | Premier tour | Premier tour | Second tour | Second tour   | Second tour | Total Sièges | +/-           |  |
| Nuance                 | Nuance                      | Nuance                 | Voix         | %            | Sièges       | Voix        | %             | Sièges      | Total Sièges | +/-           |  |
| ---------------------- | --------------------------- | ---------------------- | ------------ | ------------ | ------------ | ----------- | ------------- | ----------- | ------------ | ------------- |  |
|                        | Rassemblement national      | RN                     | 80 277       | 29,92        | 0            | 90 176      | 34,22         | 2           | 2            | 2             |  |
|                        | Union de la gauche          | UG                     | 63 049       | 23,50        | 0            | 41 874      | 15,89         | 0           | 0            | 1             |  |
|                        | Ensemble pour la République | ENS                    | 45 945       | 17,13        | 0            | 56 603      | 21,48         | 1           | 1            | 2             |  |
|                        | Les Républicains            | LR                     | 32 101       | 11,97        | 0            | 29 977      | 11,38         | 1           | 1            | en stagnation |  |
|                        | Union de l'extrême droite   | UXD                    | 24 275       | 9,05         | 0            | 29 272      | 11,11         | 1           | 1            | Nv            |  |
|                        | Divers droite               | DVD                    | 16 255       | 6,06         | 0            | 15 593      | 5,92          | 0           | 0            | en stagnation |  |
|                        | Extrême gauche              | EXG                    | 3 839        | 1,43         | 0            |             |               |             | 0            | en stagnation |  |
|                        | Droite souverainiste        | DSV                    | 2 347        | 0,87         | 0            | 0           | en stagnation |             |              |               |  |
|                        | Divers                      | DIV                    | 193          | 0,07         | 0            | 0           | en stagnation |             |              |               |  |
|                        |                             |                        |              |              |              |             |               |             |              |               |  |
| Suffrages exprimés     | Suffrages exprimés          | Suffrages exprimés     | 268 281      | 97,04        |              | 263 495     | 94,52         |             |              |               |  |
| Votes blancs           | Votes blancs                | Votes blancs           | 5 305        | 1,92         | 11 172       | 4,01        |               |             |              |               |  |
| Votes nuls             | Votes nuls                  | Votes nuls             | 2 866        | 1,04         | 4 096        | 1,47        |               |             |              |               |  |
| Total                  | Total                       | Total                  | 276 452      | 100          | 0            | 278 763     | 100           | 5           | 5            | en stagnation |  |
| Abstention             | Abstention                  | Abstention             | 124 898      | 31,12        |              | 122 629     | 30,55         |             |              |               |  |
| Inscrits/Participation | Inscrits/Participation      | Inscrits/Participation | 401 350      | 68,97        | 401 392      | 69,45       |               |             |              |               |  |

### Résultats par circonscription

#### Première circonscription
- Député sortant : Benjamin Dirx (Renaissance)

| Candidat                 | Candidat                   | Parti et coalition       | Nuance                   | Premier tour | Premier tour | Second tour | Second tour |
| Candidat                 | Candidat                   | Parti et coalition       | Nuance                   | Voix         | %            | Voix        | %           |
| ------------------------ | -------------------------- | ------------------------ | ------------------------ | ------------ | ------------ | ----------- | ----------- |
|                          | Rachel Drevet (d)          | RN                       | RN                       | 17 602       | 34,65        | 19 636      | 39,44       |
|                          | Benjamin Dirx              | RE (ENS)                 | ENS                      | 15 546       | 30,60        | 30 145      | 60,56       |
|                          | Jean-Luc Delpeuch          | LÉ (NFP)                 | UG                       | 14 017       | 27,59        | Retrait     | Retrait     |
|                          | Jean-Philippe Belville (d) | LR (UDC)                 | LR                       | 2 368        | 4,66         |             |             |
|                          | Armand Roy (d)             | DLF                      | DSV                      | 836          | 1,65         |             |             |
|                          | Christophe Springaux (d)   | LO                       | EXG                      | 429          | 0,57         |             |             |
|                          |                            |                          |                          |              |              |             |             |
| Suffrages exprimés       | Suffrages exprimés         | Suffrages exprimés       | Suffrages exprimés       | 50 798       | 97,36        | 49 781      | 94,98       |
| Votes blancs             | Votes blancs               | Votes blancs             | Votes blancs             | 934          | 1,79         | 2 051       | 3,91        |
| Votes nuls               | Votes nuls                 | Votes nuls               | Votes nuls               | 444          | 0,85         | 579         | 1,10        |
| Total                    | Total                      | Total                    | Total                    | 52 176       | 100          | 52 411      | 100         |
| Abstention               | Abstention                 | Abstention               | Abstention               | 23 084       | 30,67        | 22 862      | 30,37       |
| Inscrits / participation | Inscrits / participation   | Inscrits / participation | Inscrits / participation | 75 260       | 69,33        | 75 273      | 69,63       |

#### Deuxième circonscription
- Députée sortante : Josiane Corneloup (Les Républicains)

| Candidat                 | Candidat                 | Parti et coalition       | Nuance                   | Premier tour | Premier tour | Second tour | Second tour |
| Candidat                 | Candidat                 | Parti et coalition       | Nuance                   | Voix         | %            | Voix        | %           |
| ------------------------ | ------------------------ | ------------------------ | ------------------------ | ------------ | ------------ | ----------- | ----------- |
|                          | Olivier Damien           | LAF (RN)                 | RN                       | 19 738       | 37,85        | 21 360      | 41,61       |
|                          | Josiane Corneloup        | LR (UDC)                 | LR                       | 17 511       | 33,58        | 29 977      | 58,39       |
|                          | Sébastien Gautheron      | PCF (NFP)                | UG                       | 9 124        | 17,50        |             |             |
|                          | Raymond Zekpa            | HOR (ENS)                | ENS                      | 5 094        | 9,77         |             |             |
|                          | Patrick Berthelot        | LO                       | EXG                      | 677          | 1,30         |             |             |
|                          |                          |                          |                          |              |              |             |             |
| Suffrages exprimés       | Suffrages exprimés       | Suffrages exprimés       | Suffrages exprimés       | 52 144       | 97,34        | 51 337      | 95,31       |
| Votes blancs             | Votes blancs             | Votes blancs             | Votes blancs             | 894          | 1,67         | 1 816       | 3,37        |
| Votes nuls               | Votes nuls               | Votes nuls               | Votes nuls               | 532          | 0,99         | 710         | 1,32        |
| Total                    | Total                    | Total                    | Total                    | 53 570       | 100          | 53 863      | 100         |
| Abstention               | Abstention               | Abstention               | Abstention               | 23 051       | 30,08        | 22 767      | 29,71       |
| Inscrits / participation | Inscrits / participation | Inscrits / participation | Inscrits / participation | 76 621       | 69,92        | 76 630      | 70,29       |

#### Troisième circonscription
- Député sortant : Rémy Rebeyrotte (Renaissance - Territoires de progrès)

| Candidat                 | Candidat                 | Parti et coalition       | Nuance                   | Premier tour | Premier tour | Second tour | Second tour |
| Candidat                 | Candidat                 | Parti et coalition       | Nuance                   | Voix         | %            | Voix        | %           |
| ------------------------ | ------------------------ | ------------------------ | ------------------------ | ------------ | ------------ | ----------- | ----------- |
|                          | Aurélien Dutremble       | RN                       | RN                       | 23 130       | 42,67        | 26 523      | 50,06       |
|                          | Rémy Rebeyrotte          | RE - TdP (ENS)           | ENS                      | 13 606       | 25,10        | 26 458      | 49,94       |
|                          | Richard Beninger         | LFI (NFP)                | UG                       | 10 375       | 19,14        | Retrait     | Retrait     |
|                          | Charles Landre,          | DC (UDC)                 | DVD                      | 5 384        | 9,93         |             |             |
|                          | France Robert            | DLF                      | DSV                      | 783          | 1,44         |             |             |
|                          | Julie Lucotte            | LO                       | EXG                      | 730          | 1,35         |             |             |
|                          | José Antonio Granado     | SE                       | DIV                      | 193          | 0,36         |             |             |
|                          |                          |                          |                          |              |              |             |             |
| Suffrages exprimés       | Suffrages exprimés       | Suffrages exprimés       | Suffrages exprimés       | 54 201       | 96,50        | 52 981      | 93,80       |
| Votes blancs             | Votes blancs             | Votes blancs             | Votes blancs             | 1 232        | 2,19         | 2 442       | 4,32        |
| Votes nuls               | Votes nuls               | Votes nuls               | Votes nuls               | 733          | 1,31         | 1 061       | 1,88        |
| Total                    | Total                    | Total                    | Total                    | 56 166       | 100          | 56 484      | 100         |
| Abstention               | Abstention               | Abstention               | Abstention               | 24 735       | 30,57        | 24 395      | 30,16       |
| Inscrits / participation | Inscrits / participation | Inscrits / participation | Inscrits / participation | 80 901       | 69,43        | 80 879      | 69,84       |

#### Quatrième circonscription
- Députée sortante : Cécile Untermaier (Parti socialiste)

| Candidat                 | Candidat                 | Parti et coalition       | Nuance                   | Premier tour | Premier tour | Second tour | Second tour |
| Candidat                 | Candidat                 | Parti et coalition       | Nuance                   | Voix         | %            | Voix        | %           |
| ------------------------ | ------------------------ | ------------------------ | ------------------------ | ------------ | ------------ | ----------- | ----------- |
|                          | Éric Michoux             | RÀD (RN)                 | UXD                      | 24 275       | 44,34        | 29 272      | 54,66       |
|                          | Cécile Untermaier        | PS (NFP)                 | UG                       | 16 403       | 29,96        | 24 283      | 45,34       |
|                          | Anthony Vadot            | LR (UDC)                 | LR                       | 12 222       | 22,33        | Retrait     | Retrait     |
|                          | Claude Couratier         | LO                       | EXG                      | 1 115        | 2,04         |             |             |
|                          | Véronique Bellest        | DLF                      | DSV                      | 728          | 1,33         |             |             |
|                          |                          |                          |                          |              |              |             |             |
| Suffrages exprimés       | Suffrages exprimés       | Suffrages exprimés       | Suffrages exprimés       | 54 743       | 96,67        | 53 555      | 93,30       |
| Votes blancs             | Votes blancs             | Votes blancs             | Votes blancs             | 1 295        | 2,29         | 2 846       | 4,96        |
| Votes nuls               | Votes nuls               | Votes nuls               | Votes nuls               | 592          | 1,05         | 998         | 1,74        |
| Total                    | Total                    | Total                    | Total                    | 56 630       | 100          | 57 399      | 100         |
| Abstention               | Abstention               | Abstention               | Abstention               | 25 995       | 31,46        | 25 239      | 30,54       |
| Inscrits / participation | Inscrits / participation | Inscrits / participation | Inscrits / participation | 82 625       | 68,54        | 82 638      | 69,46       |

#### Cinquième circonscription
- Député sortant : Louis Margueritte (Renaissance)

| Candidat                 | Candidat                 | Parti et coalition       | Nuance                   | Premier tour | Premier tour | Second tour | Second tour |
| Candidat                 | Candidat                 | Parti et coalition       | Nuance                   | Voix         | %            | Voix        | %           |
| ------------------------ | ------------------------ | ------------------------ | ------------------------ | ------------ | ------------ | ----------- | ----------- |
|                          | Arnaud Sanvert           | RN                       | RN                       | 19 807       | 35,12        | 22 657      | 40,57       |
|                          | Fatima Kouriche          | LFI (NFP)                | UG                       | 13 130       | 23,28        | 17 591      | 31,50       |
|                          | Louis Margueritte        | RE (ENS)                 | ENS                      | 11 699       | 20,74        | Retrait     | Retrait     |
|                          | Gilles Platret           | LR (UDC)                 | DVD                      | 10 746       | 19,05        | 15 593      | 27,92       |
|                          | Pascal Dufraigne         | LO                       | EXG                      | 888          | 1,57         |             |             |
|                          | Alain Cadiot             | SE                       | DVD                      | 125          | 0,22         |             |             |
|                          |                          |                          |                          |              |              |             |             |
| Suffrages exprimés       | Suffrages exprimés       | Suffrages exprimés       | Suffrages exprimés       | 56 395       | 97,38        | 55 841      | 95,28       |
| Votes blancs             | Votes blancs             | Votes blancs             | Votes blancs             | 950          | 1,64         | 2 017       | 3,44        |
| Votes nuls               | Votes nuls               | Votes nuls               | Votes nuls               | 565          | 0,98         | 748         | 1,28        |
| Total                    | Total                    | Total                    | Total                    | 57 910       | 100          | 58 606      | 100         |
| Abstention               | Abstention               | Abstention               | Abstention               | 28 033       | 32,62        | 27 366      | 31,83       |
| Inscrits / participation | Inscrits / participation | Inscrits / participation | Inscrits / participation | 85 943       | 67,38        | 85 972      | 68,17       |

## Suites
Le Conseil constitutionnel invalide les résultats de l'élection dans la cinquième circonscription le 7 mars 2025, du fait de la présence au second tour de Gilles Platret (Les Républicains), qui n'aurait pas dû y être : il s'est qualifié à 4 voix près, or après rectification d'irrégularités, il obtient pile 1 voix de moins que le seuil nécessaire des 12,5 % de votes des inscrits nécessaires à la qualification au second tour. Une élection législative partielle est donc organisée les 18 et 25 mai 2025. Lors de celle-ci, le député sortant Arnaud Sanvert (Rassemblement national) est battu au second tour par Sébastien Martin (Nous France), suppléé par Gilles Platret.